# Ana Karen López
Ana Karen López Morales (Ciudad de México, 17 de junio de 1994) es una futbolista mexicana, juega de defensa central y su actual equipo es el Club Universidad Nacional Femenil de la Liga MX Femenil. Es licenciada en Enfermería por la misma Universidad Nacional Autónoma de México. 

## Trayectoria deportiva
En la infancia, Ana Karen se encontró en la disyuntiva entre el futbol y el basketball, deportes en los que desempeñaba un papel ejemplar, pero sus tendencias familiares y círculos sociales la orillaron decidirse por el primero. A pesar de las recurrentes críticas y prejuicios que la rodeaban como futbolista, el apoyo de su familia y sus propias convicciones la impulsaron a desarrollarse dentro del campo de juego. Desde los nueve años, incursionó en el futbol con una filial del equipo Pumas, donde entrenó durante dos años con la selección infantil varonil. 
Más adelante, se enfiló en el club Andreas, representante del Estado de México, en el cual jugó como defensa durante cinco años. En el 2011, fueron campeonas de la Olimpiada Nacional Juvenil, que se llevó a cabo en este estado. Durante su estancia en este equipo, continuó como seleccionada en diferentes torneos hasta el 2013, cuando entró al equipo representativo de la UNAM, en el cual se quedó durante cuatro años. En 2016 quedaron campeonas de la Universiada Nacional, con sede en Guadalajara, siendo ella la anotadora del gol del empate que daría pie a los tiempos extra, donde el equipo de la Universidad Nacional se coronaría campeón. 
Durante las visorias para la Selección Femenil Mexicana, Ana Karen participó durante los primeros cinco meses con el Club América, sin embargo, por decisiones personales e ideológicas, optó por regresar a su equipo de origen y jugar la primera Liga Mx Femenil representando los colores de la UNAM. 
En la primera temporada de la Liga Mx, fue la segunda jugadora con más minutos en la cancha, con un solo partido sin jugar. En la temporada actual, ha anotado tres goles, uno de los cuales fue el que dio el empate en el reciente partido Pumas-América.